# Yuzut-Arkh Fossae
Le Yuzut-Arkh Fossae sono una struttura geologica della superficie di Venere.